# لوفتهانزا الرحلة 615
لوفتهانزا الرحلة 615 هي رحلة طيران ألمانية من دمشق إلي فرانكفورت عبر بيروت وأنقرة وميونخ في 29 أكتوبر 1972 وكانت تحمل علي متنها 13 راكبا و7 من أفراد الطاقم وكانت من طراز بوينغ 727 وبسبب اختطافها حول مسارها نحو مطار طرابلس العالمي ، طرابلس , ليبيا ونجا جميع الركاب والطاقم البالغ عددهم 20 شخصا بعد أن دخلت وحدات من ليبيا والولايات المتحدة وألمانيا.